# Walter Findeisen
Pour les articles homonymes, voir Findeisen.
Theodor Robert Walter Findeisen (23 juillet 1909 à Hambourg - 9 mai 1945 à Prague) est une météorologue allemand connu pour son travail en météorologie aéronautique et l'étude des nuages, en particulier sa confirmation expérimentale de l'effet Bergeron.

## Biographie
Walter Findeisen a étudié la météorologie à Karlsruhe et à Hambourg avec Alfred Wegener, Wilhelm Peppler (de) et Albert Wigand (de) comme professeurs. Ils l'ont orienté vers la recherche expérimentale en physique des nuages et des précipitations dès sa première thèse publiée en 1931. En 1933, il devient chef du bureau météorologique aérien à Munich et est diplômé en 1936 avec la défense de sa seconde thèse sur les méthodes de mesure de l'humidité en météorologie,.
Plus tard, il se consacra entièrement à la recherche sur la formation des nuages et des précipitations, d'abord en tant qu'employé de W. Peppler à Friedrichshafen. Inspiré par Tor Bergeron, il fut le premier en 1938 à analyser l'efficacité relative des processus conduisant à la formation des précipitations et à la confirmation de l'effet Bergeron,.
À partir de l'automne 1940, il devient chef du centre de recherche sur les nuages de l'Office du Reich pour le service météorologique à Prague. En raison des contraintes de la Seconde Guerre mondiale, il n'a pas pu achever l'œuvre de sa vie mais ses méthodes de travail et les problèmes qu'il a signalés ont grandement influencés la météorologie expérimentale.

## Renommée
Ses tentatives expérimentales des processus impliqués dans la formation des hydrométéores sont à l'origine de nombreux travaux ultérieurs dans ce domaine et ont d'abord ouvert le domaine de la physique des nuages, puis à la modification du temps qu'il n'a pu lui-même poursuivre.